# Schronisko przy Wierzchowskiej Górnej Pierwsze
Schronisko przy Wierzchowskiej Górnej Pierwsze, Schronisko przy Górnym Otworze Jaskini Wierzchowskiej Górnej – jaskinia typu tunel w Dolinie Kluczwody w granicach wsi Wierzchowie, w gminie Wielka Wieś w powiecie krakowskim, w województwie małopolskim. Pod względem geograficznym jest to obszar Wyżyny Olkuskiej wchodzący w skład Wyżyny Krakowsko-Częstochowskiej.

## Opis obiektu
Obiekt znajduje się w skale po południowej stronie skał z otworami Jaskini Wierzchowskiej Górnej, kilka metrów poniżej trzeciego, najbardziej południowego otworu tej jaskini. Ma postać krótkiego tuneliku z dużymi otworami i dnem bardzo stromo nachylonym w kierunku północnym.
Obiekt powstał w późnojurajskich wapieniach skalistych na pionowej szczelinie wskutek procesów grawitacyjnych i wietrzenia skał. Brak nacieków i śladów przepływ wody. Namulisko składa się z próchnicy zmieszanej z wapiennym gruzem. Jest suchy, w całości widny i silnie przewiewny. Nie obserwowano w nim zwierząt.
Tunel widoczny jest z drogi i znany był od dawna. Po raz pierwszy opisał go Kazimierz Kowalski w 1951 r. Obecną jego dokumentację i plan sporządził N. Sznobert w 2015 r.

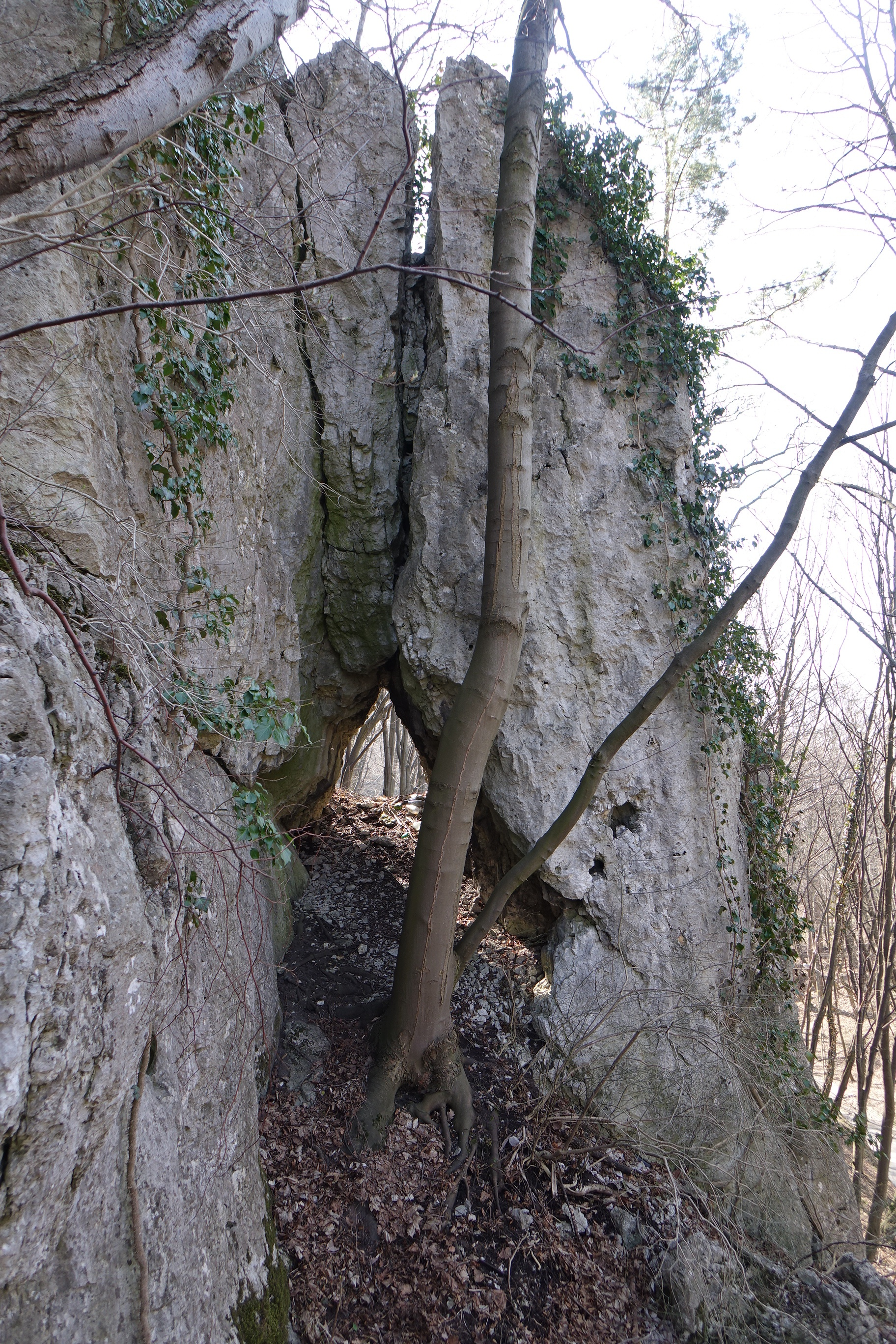